# Geoica rungsi
Geoica rungsi är en insektsart. Geoica rungsi ingår i släktet Geoica och familjen långrörsbladlöss. Inga underarter finns listade i Catalogue of Life.